# Johann Anton Leisewitz
Johann Anton Leisewitz (Hannover, 9 maggio 1752 – Braunschweig, 10 settembre 1806) è stato uno scrittore tedesco.

## Biografia
Esponente dello Sturm und Drang oltre che del Göttinger Hainbund, è ricordato soprattutto per la sua tragedia Julius von Tarent (1776), complessa storia di un conflitto fraterno, che partecipò al concorso di Amburgo, arrivando seconda alle spalle di Die Zwillinge di Klinger. La trama del dramma descrive la contrapposizione di Giulio, dalla personalità dedita ai sentimenti e alla natura, con Guido, caratterizzato dagli interessi e dalla ambizione. I due si contendono una donna, ma entrambi muoiono.
Questa opera ispirò la Sposa di Messina di Schiller e fu anche l'ultima di Leisewitz, che in seguito si occupò alla carriera legale, lasciandoci lettere e diari di notevole interesse.
Avvocato dal 1774, nel 1775 divenne funzionario del duca Ferdinando di Brunswick-Wolfenbüttel.
Leisewitz seguì gli ideali religiosi, di patriottismo, di libertà politica, promossi dal poeta e drammaturgo tedesco Friedrich Gottlieb Klopstock.

## Opere principali
- Die Pfandung (dramma), 1775
- Der Besuch um Mitternacht (dramma), 1775
- Julius von Tarent (tragedia), 1776
- Selbstgespräch eines starken Geistes in der Nacht (dramma), 1776
- Konradin (dramma), 1776
- Alexander und Hephästion (dramma), 1776
- Rede eines Gelehrten an eine Gesellschaft Gelehrter (satira), 1776
- Geschichte der Entdeckung und Eroberung der Kanarischen Inseln (traduzione dall'inglese), 1777
- Nachricht von Lessing's Tod (lettera a Lichtenberg), 1781
- Über die bei Einrichtung öffentlicher Armenanstalten zu befolgenden Grundsätze, 1802